# 山下未来
山下 未来は、日本の元子役。

## 出演作品

### テレビ
- shin-D 宝さがし（1997年）
- D×D 第11話「最終決戦」（1997年）
- パパ・レンタル中（1998年）
- 月曜ドラマスペシャル ミニパト婦警の事件簿 第2作「違法駐車殺人事件」（1998年）

### CM
- ハナマルキ だし入り風味一番
- タカラ リカちゃん
  - リカちゃんじゅうじゅうホットプレート
  - リカちゃんおしゃれトリオ
  - リカちゃんレジスターこれいくら?
  - リカちゃんシャンプーしましょ
  - リカちゃんミキちゃんマキちゃんなかよし幼稚園
- マツダ・ボンゴフレンディ
- 日本マクドナルド ハッピーセット
- セガ
  - うたってピコ
  - もしもしピコ
- 丸八真綿 マルハチベッド
- 太陽生命保険
- ニトムズ デオラフレッシュ
- ダンキンドーナツ
- シャルレ
- 宇部興産
- 味の素
- アース製薬 モンダミン ペパーミント